# God Forgives, I Don’t
God Forgives, I Don’t ist das fünfte Musikalbum des US-amerikanischen Rappers Rick Ross. Es erschien am 30. Juli 2012 über das Musiklabel Mercury Records. Nach den Alben Port of Miami, Trilla und Deeper Than Rap ist es das vierte Album des Rappers, das Platz 1 der US-amerikanischen Charts erreichen konnte. Die Lieder Touch'N You, So Sophisticated, Hold Me Back und Diced Pineapples wurden als Singles veröffentlicht.

## Titelliste
1. Pray for Us – 0:59
2. Pirates – 3:25

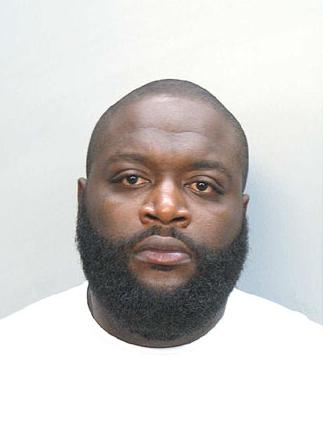
Rick Ross

3. 3 Kings (feat. Dr. Dre und Jay-Z) – 4:26
4. Ashamed – 4:19
5. Maybach Music IV (feat. Ne-Yo) – 5:14
6. Sixteen (feat. André 3000) – 8:18
7. Amsterdam – 3:46
8. Hold Me Back – 4:30
9. 911 – 5:29
10. So Sophisticated (feat. Meek Mill) – 4:10
11. Presidential (feat. Elijah Blake) – 4:14
12. Ice Cold (feat. Omarion) – 3:51
13. Touch'N You (feat. Usher) – 4:16
14. Diced Pineapples (feat. Wale und Drake) – 4:39
15. Ten Jesus Pieces (feat. Stalley) – 6:51
16. Triple Beam Dreams (feat. Nas) (Bonus-Titel der Deluxe Edition) – 4:41
17. Rich Forever (feat. John Legend) (Bonus-Titel der Deluxe Edition) – 4:53

## Rezeption

### Erfolg
Rick Ross konnte in der ersten Woche nach der Veröffentlichung 218.000 Einheiten des Albums verkaufen. Damit erreichte God Forgives, I Don't als viertes Album des Rappers die höchste Position der US-amerikanischen Album-Charts. Mitte September 2012 erreichte das Album nach 500.000 verkauften Einheiten Gold-Status. Anfang Dezember wurde God Forgives, I Don't für den Musikpreis Grammy in der Kategorie Best Rap Album nominiert, unterlag letztendlich aber Take Care von Drake.
Neben dem Erfolg in den Vereinigten Staaten positionierte sich Ross auch in den Charts weiterer Länder. So erreichte er mit Rang 8 erstmals die Album-Charts im Vereinigten Königreich. Des Weiteren platzierte sich God Forgives, I Don't unter anderem auf Position 33 in der Schweiz, Platz 29 in Frankreich, Rang 28 in den Niederlanden und Position 41 in Australien. In den kanadischen Album-Charts konnte die Veröffentlichung Platz 1 belegen.

### Kritik
Die E-Zine Laut.de bewertete God Forgives, I Don't mit drei von möglichen fünf Punkten. Aus Sicht der Redakteurin Dani Fromm wirke das Album wie „eine Endlosschleife ‚MTV Cribs‘“. Ross habe sich von „der Lebenswirklichkeit der Straße […] längst meilenweit entfernt“, was insbesondere in dem Stück 3 Kings deutlich werde, in dem Ross, Jay-Z und Dr. Dre „penetrant ihre Zugehörigkeit zu einer Schicht“ beteuern, der sie „allesamt gediegen entwachsen“ seien. Im Gegensatz zu den Texten des Rappers werden die Produktionen der Lieder gelobt. Die Beats zu Pirates, 3 Kings und Maybach Music IV sowie die Produktionen von J.U.S.T.I.C.E. League werden positiv bewertet. Dagegen seien Hold Me Back und Ice Cold „produktionstechnische Totalausfälle“. Die Gastbeiträge der R'n'B-Sänger Ne-Yo, Omarion, Usher, Drake und Elijah Blake verwässern aus Sicht Fromms God Forgives, I Don't. Mit Ausnahme von Jay-Z und Dr. Dre seien die Beiträge der Gastrapper „schon spannender“. Trotz der zum Teil negativen Kritik wählte Laut.de das Album Ende 2012 auf Position 25 ihrer Liste der „25 besten Hip Hop-Alben 2012“.